# Violette Morris
Émilie Paule Marie Violette Morris (ofta kallad "la Morris"), född 18 april 1893 i Paris, död 26 april 1944 i Lieurey, var en fransk idrottare och senare kollaboratör under andra världskriget. Under sin aktiva tid som idrottare slog hon ett antal världs- eller Europarekord i olika friidrottsgrenar, samtidigt som hon även nådde stora framgångar inom motorsport, cykling, fotboll och simning. Hennes roll som uppgiftslämnare till den tyska ockupationsmakten under andra världskriget blev hennes död, då hon föll offer för ett attentat.

## Biografi

### Bakgrund
Violette Morris föddes 18 april 1893 i Paris, som dotter till baron Pierre Jacques Morris (pensionerad kavallerikapten) och Élizabeth Marie Antoinette, kallad Betsy Sakakini. Hon tillbringade sin uppväxt i en klosterskola i Huy. Under första världskriget tjänstgjorde hon som ambulansförare vid västfronten nära Somme och senare som kurir vid Verdun.
22 augusti 1914 ingick hon äktenskap med Cyprien Edouard Joseph Gourand. Äktenskapet upplöstes genom skilsmässa 1923.

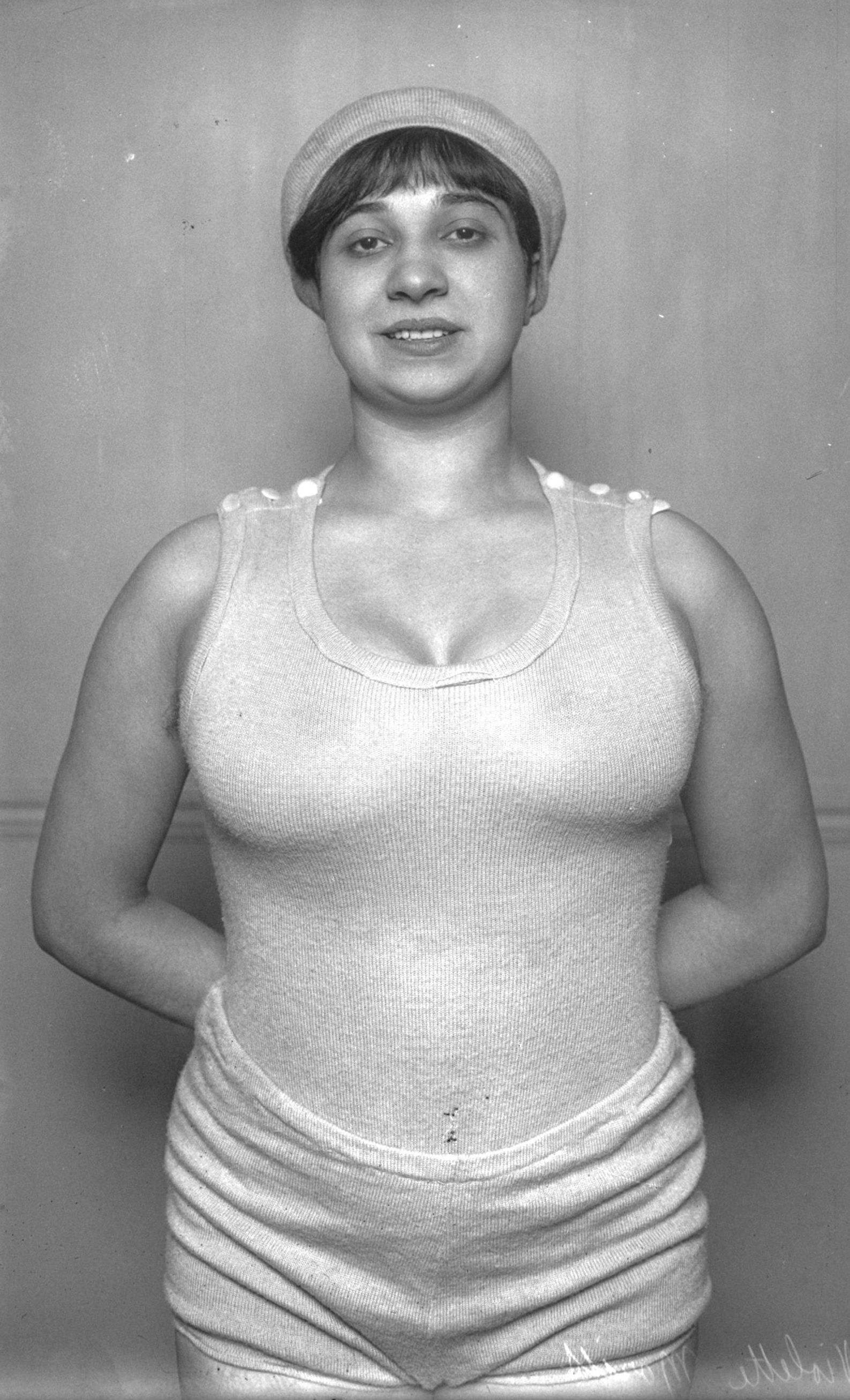
Violette Morris i lätta idrottskläder (1913).

### Idrottskarriär
Violette Morris var 166 cm lång och vägde cirka 68 kg. Hon hade ett stort idrottsintresse och prövade från 1910-talet på ett stort antal idrotter, ofta med ansenlig framgång.
Inte minst framgångsrik blev Morris i friidrott, där hon kom att sätta flera världs- och europarekord i olika kastgrenar. 1919 slog hon första gången europarekord i kulstötning, och hennes rekord från 1925 stod sig i tio års tid. 1923 höll hon ett tag även världsrekordet i grenen. Under sin aktiva karriär som kulstötare vann hon 1919–1926 varje år franskt mästerskapsguld. 
Vid Damolympiaden 1921 tog hon guldmedalj i spjutkastning och kulstötning, vid Damspelen 1922 vann hon kulstötning och 1922 nådde hon andra plats i kula vid första ordinarie kvinnospelen, även vid Damspelen 1923 och Damolympiaden 1924 den 4 augusti på Stamford Bridge i London vann hon kulstötningsgrenen.
Morris nådde också stora framgångar i diskus (världsrekord 1924, tre franska mästerskap 1920–1922) och spjutkastning (Europarekord 1921, fyra franska mästerskap). Hon tävlade åren 1917–1919 för Parisklubben Fémina Sport och 1920–1926 för Olympique de Paris.
Violette Morris spelade även damfotboll. Vid tre tillfällen blev hennes klubb franska mästare; 1920 hette klubben Olympique de Paris, 1925 Olympique Red Star och 1926 Cadettes de Gascogne. På planen spelade hon antingen mittfältare eller centerhalv, och i någon av de rollerna togs hon även ut till franska damlandslaget. 
Under 1920-talet nådde hon stora framgångar i inom motorsport, där hon vann ett antal biltävlingar på bana eller landsväg och 1925 blev tvåa i motorcykelklassen av Paris-Nice. 1922 fick hon silvermedalj vid franska mästerskapen i simning på sträckan 1000 meter.
Vid sidan om tävlingsbanan prövade hon även på en mängd andra sporter, inklusive vattenpolo och boxning; hon räddes inte att gå upp i ringen mot manligt motstånd. Även inom hästsport (fadern hade haft en karriär inom kavalleriet), tennis (1940 agerade hon tennislärare), bågskytte, höga hopp (simhopp), tyngdlyftning och grekisk-romersk brottning prövades Morris muskler.
Violette Morris nådde sina idrottsliga framgångar trots att hon var en inbiten rökare och ofta avverkade två eller tre paket om dagen. Hon klädde sig oftast i väst och andra manskläder och menade:
| ”                 | Det som en man kan göra, kan Violette göra! | „ |
| – Violette Morris |                                             |   |

### Karriärslut och rättegång
1927, då Morris förberedde sig inför de kommande olympiska spelen (de första där kvinnor kunde tävla i gymnastik och friidrott), fick hennes karriär på elitnivå ett brått slut. Hennes friidrottslicens förnyades inte av det franska kvinnoidrottsförbundet, på grund av brott mot god sed och moral. Hon hade under 1920-talet umgåtts öppet som bisexuell, och hennes relation 1923–1929 med Raoul Paolo (mångfaldig fransk mästare i kula och diskus) avbröts när hon beslöt att operera bort sina bröst. Hon ville kunna få plats i racerbilarnas trånga sittbrunnar.
Åren 1928–1932 drev hon och några anställda en affär för bildelar i Paris, vid Porte de Champerret.
Samtidigt inlämnade hon en stämning mot franska kvinnoidrottsförbundet. Rättegången, som ägde rum februari 1930, ledde till stora rubriker i tidningarna. Förbundets advokat Yvonne Netter hämtade å sin sida lagligt stöd i Paris lokala stadga från 16 brumaire år IX (7 november 1800), vilken reglerade bruket av byxor för kvinnor. Netter hävdade att det var förbjudet för kvinnor att bära byxor offentligt.
Domstolens utslag gick mot Morris, och hon dömdes dessutom till att betala rättegångskostnaderna. Man menade att eftersom hon inte brydde sig om att klä sig som det anstod en kvinna, var förbundet i sin fulla rätt att förneka henne sin licens.

### Spion och agent för Gestapo
Efter rättegången beklagade sig Morris över att bo i ett land av "små människor som inte är värda att överleva".
Under OS i Berlin 1936, där hon var inbjuden som hedersgäst, kontaktades hon av tyska rekryterare. Från och med 1937 skulle hon, enligt en utgiven biografi, ha deltagit i spionage för Nazitysklands räkning.
1940 rekryterade Helmut Knochen, befälhavare för Sicherheitspolizei och Sicherheitsdienst i Frankrike, henne till sin avdelning. Under kriget var hon då inblandad i olika delar av Gestapos informationsaktiviteter i och runt Paris.
Till slut dömdes Morris till döden av flera allierade organisationer, inklusive brittiska Intelligence Service. Den 26 april 1944 mördades hon av aktivister inom franska motståndsrörelsen vid resa i sin Citroën nära Lieurey i Eure nordväst om Paris. Även de fem övriga i bilen sköts ihjäl.

### Kontrovers
I en biografi från 2011 nyanserar historikern Marie-Jo Bonnet bilden av Violette Morris och hennes inblandning i Gestapos aktiviteter under kriget. Raymond Ruffin, den andra av Morris levnadstecknare, hävdar att Morris deltagit i alla delar av Gestapos verksamhet, inklusive tortyr av kvinnliga fångar. Bonnet menar å sin sida att indicierna är för svaga för att anklaga henne för något annat än svartabörshandel och kontakter med kollaboratörer och tyska ockupanter.

## Morris i populärkulturen
2009 figurerade Violette Morris som boxningstränare i det fransk-belgiska seriealbumet Le Groom vert-de-gris (2015 översatt till svenska under titeln Operation Fladdermus). Historien, som är en sidohistoria till Spirou (med manus av Yann och teckningar av Christian Schwartz) utspelas till största delen i och omkring Bryssel under den tyska ockupationen under andra världskriget. Flera episoder ur Morris verkliga liv finns med i serien, dock transponerade från Paris till Bryssel. I serien framträder Violette Morris som en androgyn gestalt i manskläder.

## Idrottsliga bedrifter (urval)[8]

### Allmänt
- Mer än 20 franska mästerskap
- Ett 50-tal medaljer vid nationella och internationella tävlingar

### Cykling
- 1922 – Prix d’Andrésy
- 1924 – Världsbästanotering 5 km efter motorcykel (2 gånger)

### Fotboll
- Mer än 200 tävlingsmatcher
- 1920, 1925 och 1926 – fransk mästare i damfotboll
- 1922, 1925 – fransk cupmästare i damfotboll

### Friidrott
- 1921–1926 – uttagen sju gånger till franska friidrottslandslaget

Diskuskastning
- Världsrekordhållare 1924 med 30,10 meter (satt i London)
- 1920–1922 – tre franska mästerskap

Kulstötning
- Världsrekordhållare 1923 (21,10 = summan av två kast), 1924 (10,15) och 1925 (10,68)
- Slog 1919–1925 Europarekordet vid sju tillfällen (överträffat först 1935)
- Världsårsbästa 1918, 1919, 1921, 1922, 1924 och 1925
- 2:a vid Damolympiaden 1922 (19,85, Paris)
- 1919–1926 – åtta franska mästerskap

Spjutkastning
- Europarekordhållare 1921 (41,48)
- 1919–1925 – 4 franska mästerskap

### Motorsport
- 1922–1934 – 1:a vid minst 8 stycken ban- eller landsvägstävlingar i bil i Frankrike eller grannländer
- 1925 – 2:a i Paris-Nice för motorcykel

### Simning
- 1922 – 2:a i franska mästerskapen, 1000 meter